# Segunda División de México 1991-92
La Temporada 1991-92 de la Segunda División de México fue el XLIII torneo de la historia de la segunda categoría del fútbol mexicano. El Club de Fútbol Pachuca se proclamó campeón por segunda ocasión tras vencer al Zacatepec en la final por el título, la primera que se decidió por penales en el segundo partido. 

## Cambios
- Atlante ascendió a Primera División.
- Irapuato descendió desde el máximo circuito.
- Acapulco, Saltillo, Zitlaltepec y Guerreros Zamora descendieron a Segunda División B.
- Ayense, SUOO y Atlético Cuernavaca ascendieron desde la Segunda B, mientras que el Club Celaya lo hizo desde la Tercera División.
- El Club Jalisco fue comprado por nuevos propietarios quienes movieron al equipo a Acapulco y lo renombraron como Delfines.
- Atlético Potosino cambió de nombre y sede a Tampico Madero tras ser comprado por un nuevo dueño.
- El Ecatepec F.C. se trasladó a Ciudad Nezahualcóyotl, donde pasó a llamarse UT Neza.
- Real Celaya fue renombrado como Linces de Celaya.
- Se modificó el formato de la liguilla por el título y el ascenso, se eliminó el sistema de dos grupos clasificatorios y se adoptaron las llaves eliminatorias entre los ocho mejores equipos de la temporada, mismo sistema que ya se usaba en la Primera División.

## Formato de competencia
Los veinte equipos se dividen en cinco grupos de cuatro clubes, manteniendo los juegos entre los 20 en formato de todos contra todos a visita recíproca en 38 jornadas. Los dos primeros lugares de cada agrupación se clasifican a la liguilla en donde se repartirán en cuatro llaves de cuartos de final de acuerdo con su posición de la tabla, los ganadores jugarán las semifinales y posteriormente dos clubes disputarán la final por el título. Los últimos cuatro lugares de la tabla general descenderán a la Segunda B.

## Equipos participantes

### Equipos por Entidad Federativa
| Entidad Federativa | N.º | Equipos                                      |
| ------------------ | --- | -------------------------------------------- |
| Guanajuato         | 3   | Celaya, Irapuato y Linces Tecnológico Celaya |
| Jalisco            | 2   | Ayense y Bachilleres                         |
| Estado de México   | 2   | SUOO y UT Neza                               |
| Morelos            | 2   | Atlético Cuernavaca y Zacatepec              |
| Quintana Roo       | 2   | Chetumal y Pioneros                          |
| Baja California    | 1   | Inter de Tijuana                             |
| Colima             | 1   | Tecomán                                      |
| Guerrero           | 1   | Delfines de Acapulco                         |
| Hidalgo            | 1   | Pachuca                                      |
| Michoacán          | 1   | La Piedad                                    |
| Nayarit            | 1   | Tepic                                        |
| Querétaro          | 1   | U.A. Querétaro                               |
| Tamaulipas         | 1   | Tampico Madero                               |
| Yucatán            | 1   | Atlético Yucatán                             |

### Información sobre los equipos participantes
| Equipo               | Ciudad                                  | Estadio                     |
| -------------------- | --------------------------------------- | --------------------------- |
| Atlético Cuernavaca  | Cuernavaca, Morelos                     | Centenario                  |
| Ayense               | Ayotlán, Jalisco                        | Chino Rivas                 |
| Bachilleres          | Guadalajara, Jalisco                    | Club Deportivo La Primavera |
| Celaya FC            | Celaya, Guanajuato                      | Miguel Alemán Valdés        |
| Chetumal             | Chetumal, Quintana Roo                  | José López Portillo         |
| Delfines de Acapulco | Acapulco, Guerrero                      | Unidad Deportiva Acapulco   |
| Inter de Tijuana     | Tijuana, Baja California                | Cerro Colorado              |
| Irapuato             | Irapuato, Guanajuato                    | Sergio León Chávez          |
| La Piedad            | La Piedad, Michoacán                    | Juan N. López               |
| Linces Tec de Celaya | Celaya, Guanajuato                      | Miguel Alemán Valdés        |
| Pachuca              | Pachuca, Hidalgo                        | Revolución Mexicana         |
| Pioneros de Cancún   | Cancún, Quintana Roo                    | Cancún 86                   |
| S.U.O.O.             | Cuautitlán, Estado de México            | Los Pinos                   |
| Tampico Madero       | Tampico, Tamaulipas                     | Tamaulipas                  |
| Tecomán              | Tecomán, Colima                         | IAETAC                      |
| Tepic                | Tepic, Nayarit                          | Nicolás Álvarez Ortega      |
| U.A. Querétaro       | Santiago de Querétaro, Querétaro        | Corregidora                 |
| U.T. Neza            | Ciudad Nezahualcóyotl, Estado de México | Neza 86                     |
| Yucatán              | Mérida, Yucatán                         | Carlos Iturralde Rivero     |
| Zacatepec            | Zacatepec, Morelos                      | Agustín Coruco Díaz         |

## Grupos

### Grupo 1
| Pos. | Equipo               | Pts. | PJ | G  | E  | P  | GF | GC | Dif. | Clasificación                   |
| ---- | -------------------- | ---- | -- | -- | -- | -- | -- | -- | ---- | ------------------------------- |
| 1    | Irapuato             | 61   | 38 | 18 | 12 | 8  | 58 | 27 | +31  | Cuartos de final de la liguilla |
| 2    | Atlético Bachilleres | 45   | 38 | 14 | 8  | 16 | 42 | 44 | −2   | Cuartos de final de la liguilla |
| 3    | Ayense               | 45   | 38 | 13 | 10 | 15 | 41 | 45 | −4   |                                 |
| 4    | Deportivo Tepic      | 41   | 38 | 12 | 11 | 15 | 31 | 45 | −14  |                                 |
| 5    | Chetumal (D)         | 34   | 38 | 9  | 11 | 18 | 45 | 52 | −7   | Descenso de categoría           |

 Fuente: RSSSF

### Grupo 2
| Pos. | Equipo                   | Pts. | PJ | G  | E  | P  | GF | GC | Dif. | Clasificación                   |
| ---- | ------------------------ | ---- | -- | -- | -- | -- | -- | -- | ---- | ------------------------------- |
| 1    | Zacatepec                | 59   | 38 | 16 | 12 | 10 | 59 | 39 | +20  | Cuartos de final de la liguilla |
| 2    | Inter de Tijuana         | 59   | 38 | 18 | 12 | 8  | 53 | 35 | +18  | Cuartos de final de la liguilla |
| 3    | La Piedad                | 55   | 38 | 16 | 13 | 9  | 51 | 38 | +13  |                                 |
| 4    | SUOO                     | 44   | 38 | 13 | 10 | 15 | 35 | 36 | −1   |                                 |
| 5    | Delfines de Acapulco (D) | 38   | 38 | 10 | 12 | 16 | 36 | 56 | −20  | Descenso de categoría           |

 Fuente: RSSSF

### Grupo 3
| Pos. | Equipo              | Pts. | PJ | G  | E  | P  | GF | GC | Dif. | Clasificación                   |
| ---- | ------------------- | ---- | -- | -- | -- | -- | -- | -- | ---- | ------------------------------- |
| 1    | Pachuca (C)         | 69   | 38 | 20 | 12 | 6  | 69 | 35 | +34  | Cuartos de final de la liguilla |
| 2    | Yucatán             | 57   | 38 | 17 | 11 | 10 | 45 | 32 | +13  | Cuartos de final de la liguilla |
| 3    | Atlético Cuernavaca | 43   | 38 | 12 | 11 | 15 | 35 | 50 | −15  |                                 |
| 4    | U. T. Neza          | 41   | 38 | 13 | 7  | 18 | 43 | 58 | −15  |                                 |
| 5    | Tecomán (D)         | 38   | 38 | 11 | 11 | 16 | 39 | 57 | −18  | Descenso de categoría           |

 Fuente: RSSSF

### Grupo 4
| Pos. | Equipo                 | Pts. | PJ | G  | E  | P  | GF | GC | Dif. | Clasificación                   |
| ---- | ---------------------- | ---- | -- | -- | -- | -- | -- | -- | ---- | ------------------------------- |
| 1    | Pioneros de Cancún     | 55   | 38 | 17 | 10 | 11 | 55 | 43 | +12  | Cuartos de final de la liguilla |
| 2    | Tampico Madero         | 46   | 38 | 12 | 12 | 14 | 49 | 52 | −3   | Cuartos de final de la liguilla |
| 3    | Celaya                 | 40   | 38 | 14 | 5  | 19 | 36 | 52 | −16  |                                 |
| 4    | Linces de Celaya       | 39   | 38 | 10 | 12 | 16 | 40 | 47 | −7   |                                 |
| 5    | U. A. de Querétaro (D) | 38   | 38 | 11 | 6  | 21 | 51 | 70 | −19  | Descenso de categoría           |

 Fuente: RSSSF

## Tabla general
| Pos. | Equipo                   | Pts. | PJ | G  | E  | P  | GF | GC | Dif. | Clasificación                   |
| ---- | ------------------------ | ---- | -- | -- | -- | -- | -- | -- | ---- | ------------------------------- |
| 1    | Pachuca (C)              | 69   | 38 | 20 | 12 | 6  | 69 | 35 | +34  | Cuartos de final de la liguilla |
| 2    | Irapuato                 | 61   | 38 | 18 | 12 | 8  | 58 | 27 | +31  | Cuartos de final de la liguilla |
| 3    | Zacatepec                | 59   | 38 | 16 | 12 | 10 | 59 | 39 | +20  | Cuartos de final de la liguilla |
| 4    | Inter de Tijuana         | 59   | 38 | 18 | 12 | 8  | 53 | 35 | +18  | Cuartos de final de la liguilla |
| 5    | Yucatán                  | 57   | 38 | 17 | 11 | 10 | 45 | 32 | +13  | Cuartos de final de la liguilla |
| 6    | Pioneros de Cancún       | 55   | 38 | 17 | 10 | 11 | 55 | 43 | +12  | Cuartos de final de la liguilla |
| 7    | La Piedad                | 55   | 38 | 16 | 13 | 9  | 51 | 38 | +13  |                                 |
| 8    | Tampico Madero           | 46   | 38 | 12 | 12 | 14 | 49 | 52 | −3   | Cuartos de final de la liguilla |
| 9    | Atlético Bachilleres     | 45   | 38 | 14 | 8  | 16 | 42 | 44 | −2   | Cuartos de final de la liguilla |
| 10   | SUOO                     | 44   | 38 | 13 | 10 | 15 | 35 | 36 | −1   |                                 |
| 11   | Ayense                   | 45   | 38 | 13 | 10 | 15 | 41 | 45 | −4   |                                 |
| 12   | Atlético Cuernavaca      | 43   | 38 | 12 | 11 | 15 | 35 | 50 | −15  |                                 |
| 13   | Deportivo Tepic          | 41   | 38 | 12 | 11 | 15 | 31 | 45 | −14  |                                 |
| 14   | U. T. Neza               | 41   | 38 | 13 | 7  | 18 | 43 | 58 | −15  |                                 |
| 15   | Celaya                   | 40   | 38 | 14 | 5  | 19 | 36 | 52 | −16  |                                 |
| 16   | Linces de Celaya         | 39   | 38 | 10 | 12 | 16 | 40 | 47 | −7   |                                 |
| 17   | Tecomán (D)              | 38   | 38 | 11 | 11 | 16 | 39 | 57 | −18  | Descenso de categoría           |
| 18   | U. A. de Querétaro (D)   | 38   | 38 | 11 | 6  | 21 | 51 | 70 | −19  | Descenso de categoría           |
| 19   | Delfines de Acapulco (D) | 38   | 38 | 10 | 12 | 16 | 36 | 56 | −20  | Descenso de categoría           |
| 20   | Chetumal (D)             | 34   | 38 | 9  | 11 | 18 | 45 | 52 | −7   | Descenso de categoría           |

 Fuente: RSSSF

## Resultados
| Local \ Visitante   | ATC | AYE | BAC | CEL | CHE | DEL | INT | IRA | LPD | LIN | PAC | PIO | SUO | TAM | TEC | TEP | UAQ | UTN | YUC | ZAC |
| ------------------- | --- | --- | --- | --- | --- | --- | --- | --- | --- | --- | --- | --- | --- | --- | --- | --- | --- | --- | --- | --- |
| Atlético Cuernavaca | —   | 1–0 | 0–0 | 1–0 | 0–0 | 0–0 | 0–0 | 1–1 | 3–1 | 2–0 | 0–0 | 2–0 | 0–1 | 0–0 | 1–2 | 0–3 | 1–0 | 0–2 | 0–0 | 1–0 |
| Ayense              | 1–2 | —   | 2–2 | 3–1 | 1–1 | 3–1 | 1–0 | 0–2 | 2–1 | 0–1 | 0–0 | 0–0 | 2–1 | 3–0 | 2–0 | 0–0 | 2–1 | 2–2 | 0–0 | 0–1 |
| Bachilleres         | 3–2 | 2–1 | —   | 1–2 | 2–0 | 2–0 | 2–3 | 0–0 | 2–1 | 0–1 | 0–0 | 2–0 | 0–2 | 1–1 | 5–1 | 2–0 | 3–4 | 1–0 | 1–0 | 0–1 |
| Celaya F.C.         | 0–1 | 2–1 | 0–1 | —   | 2–0 | 1–0 | 1–1 | 2–1 | 1–0 | 2–3 | 1–1 | 0–1 | 0–1 | 2–1 | 1–1 | 2–3 | 2–1 | 2–0 | 1–2 | 1–0 |
| Chetumal            | 8–1 | 1–2 | 2–0 | 4–0 | —   | 2–1 | 2–3 | 2–0 | 1–1 | 0–1 | 1–0 | 2–1 | 0–0 | 0–1 | 1–2 | 3–0 | 2–2 | 1–0 | 0–0 | 1–1 |
| Acapulco            | 0–1 | 1–1 | 1–0 | 2–0 | 3–0 | —   | 0–2 | 1–4 | 0–0 | 0–0 | 3–2 | 0–0 | 1–0 | 3–0 | 3–1 | 1–0 | 3–1 | 2–3 | 0–1 | 1–1 |
| Inter de Tijuana    | 3–2 | 0–2 | 1–0 | 1–0 | 3–1 | 4–0 | —   | 1–1 | 1–1 | 1–0 | 0–2 | 5–2 | 0–0 | 1–0 | 2–0 | 3–0 | 1–0 | 2–0 | 2–0 | 2–1 |
| Irapuato            | 5–1 | 1–2 | 1–0 | 4–0 | 2–1 | 4–0 | 1–1 | —   | 0–0 | 2–0 | 2–3 | 1–0 | 0–1 | 2–1 | 3–0 | 1–0 | 2–0 | 3–0 | 0–0 | 3–0 |
| La Piedad           | 1–1 | 0–0 | 3–0 | 4–0 | 1–0 | 4–1 | 1–1 | 1–0 | —   | 2–2 | 2–1 | 2–4 | 1–0 | 3–1 | 2–0 | 3–0 | 2–0 | 2–0 | 2–1 | 2–1 |
| Linces Celaya       | 2–2 | 1–0 | 0–1 | 2–1 | 2–1 | 1–1 | 3–0 | 1–4 | 0–0 | —   | 1–1 | 0–0 | 1–1 | 2–3 | 2–0 | 0–1 | 2–3 | 1–2 | 1–2 | 1–1 |
| Pachuca             | 3–2 | 3–1 | 1–1 | 2–0 | 2–2 | 4–1 | 2–0 | 1–1 | 3–0 | 0–1 | —   | 3–1 | 2–1 | 2–1 | 0–0 | 4–0 | 4–1 | 3–1 | 3–1 | 4–1 |
| Pioneros de Cancún  | 2–1 | 2–0 | 1–1 | 3–1 | 4–3 | 0–0 | 0–0 | 1–0 | 3–0 | 3–2 | 0–0 | —   | 3–3 | 1–0 | 3–1 | 2–0 | 3–0 | 3–0 | 2–0 | 1–0 |
| SUOO                | 0–0 | 0–1 | 1–0 | 2–0 | 1–0 | 0–2 | 1–0 | 0–0 | 1–1 | 0–0 | 0–1 | 1–1 | —   | 4–0 | 1–0 | 2–0 | 3–1 | 0–2 | 1–0 | 1–1 |
| Tampico Madero      | 3–1 | 1–1 | 1–1 | 1–1 | 2–0 | 3–0 | 1–1 | 0–1 | 1–1 | 5–4 | 1–2 | 1–0 | 3–1 | —   | 1–1 | 2–0 | 3–0 | 0–1 | 3–3 | 2–2 |
| Tecomán             | 1–0 | 1–0 | 0–2 | 1–2 | 2–0 | 0–0 | 1–1 | 2–2 | 1–1 | 1–0 | 1–1 | 2–1 | 2–1 | 1–3 | —   | 0–1 | 2–0 | 3–3 | 2–1 | 3–1 |
| Tepic               | 1–2 | 1–0 | 0–2 | 1–0 | 1–1 | 2–2 | 0–0 | 0–0 | 1–0 | 1–0 | 1–2 | 2–1 | 3–1 | 0–0 | 0–0 | —   | 0–0 | 0–0 | 0–1 | 2–1 |
| U.A. Querétaro      | 0–1 | 4–1 | 2–1 | 0–1 | 2–0 | 1–1 | 3–3 | 1–1 | 1–2 | 1–1 | 1–7 | 2–3 | 3–1 | 1–2 | 3–1 | 1–2 | —   | 2–0 | 2–0 | 3–0 |
| U.T. Neza           | 3–1 | 2–3 | 3–1 | 0–2 | 1–1 | 5–0 | 0–4 | 0–2 | 0–1 | 2–1 | 0–0 | 2–1 | 1–0 | 1–0 | 2–1 | 2–2 | 1–3 | —   | 1–2 | 0–0 |
| Yucatán             | 2–1 | 3–0 | 3–0 | 0–1 | 4–0 | 1–1 | 1–0 | 1–1 | 3–1 | 0–0 | 2–0 | 3–1 | 1–0 | 0–0 | 1–1 | 3–2 | 1–0 | 2–0 | —   | 0–2 |
| Zacatepec           | 2–0 | 3–1 | 3–0 | 1–1 | 1–1 | 2–0 | 3–0 | 2–0 | 1–1 | 1–0 | 3–0 | 1–1 | 3–1 | 4–1 | 4–1 | 1–1 | 5–1 | 4–1 | 0–0 | —   |

## Liguilla
|  | Cuartos de final                                         | Cuartos de final                                         | Cuartos de final                                         | Cuartos de final                                         | Cuartos de final                                         |   |        | Semifinales                                          | Semifinales                                          | Semifinales                                          | Semifinales                                          | Semifinales                                          |  |   | Final                                                 | Final                                                 | Final                                                 | Final                                                 | Final                                                 |  |
|  | 9 y 10 de mayo de 1992 (ida) 17 de mayo de 1992 (vuelta) | 9 y 10 de mayo de 1992 (ida) 17 de mayo de 1992 (vuelta) | 9 y 10 de mayo de 1992 (ida) 17 de mayo de 1992 (vuelta) | 9 y 10 de mayo de 1992 (ida) 17 de mayo de 1992 (vuelta) | 9 y 10 de mayo de 1992 (ida) 17 de mayo de 1992 (vuelta) |   |        | 24 de mayo de 1992 (ida) 31 de mayo de 1992 (vuelta) | 24 de mayo de 1992 (ida) 31 de mayo de 1992 (vuelta) | 24 de mayo de 1992 (ida) 31 de mayo de 1992 (vuelta) | 24 de mayo de 1992 (ida) 31 de mayo de 1992 (vuelta) | 24 de mayo de 1992 (ida) 31 de mayo de 1992 (vuelta) |  |   | 7 de junio de 1992 (ida) 14 de junio de 1992 (vuelta) | 7 de junio de 1992 (ida) 14 de junio de 1992 (vuelta) | 7 de junio de 1992 (ida) 14 de junio de 1992 (vuelta) | 7 de junio de 1992 (ida) 14 de junio de 1992 (vuelta) | 7 de junio de 1992 (ida) 14 de junio de 1992 (vuelta) |  |
|  |                                                          |                                                          |                                                          |                                                          |                                                          |   |        |                                                      |                                                      |                                                      |                                                      |                                                      |  |   |                                                       |                                                       |                                                       |                                                       |                                                       |  |
|  |                                                          |                                                          |                                                          |                                                          |                                                          |   |        |                                                      |                                                      |                                                      |                                                      |                                                      |  |   |                                                       |                                                       |                                                       |                                                       |                                                       |  |
|  | 1                                                        | Pachuca                                                  | 0                                                        | 2                                                        | 2                                                        |   |        |                                                      |                                                      |                                                      |                                                      |                                                      |  |   |                                                       |                                                       |                                                       |                                                       |                                                       |  |
|  | 1                                                        | Pachuca                                                  | 0                                                        | 2                                                        | 2                                                        |   |        |                                                      |                                                      |                                                      |                                                      |                                                      |  |   |                                                       |                                                       |                                                       |                                                       |                                                       |  |
|  | 9                                                        | Atlético Bachilleres                                     | 0                                                        | 0                                                        | 0                                                        |   |        |                                                      |                                                      |                                                      |                                                      |                                                      |  |   |                                                       |                                                       |                                                       |                                                       |                                                       |  |
|  | 9                                                        | Atlético Bachilleres                                     | 0                                                        | 0                                                        | 0                                                        |   | 1      | Pachuca                                              | 0                                                    | 2                                                    | 2                                                    |                                                      |  |   |                                                       |                                                       |                                                       |                                                       |                                                       |  |
|  |                                                          |                                                          |                                                          |                                                          |                                                          |   | 1      | Pachuca                                              | 0                                                    | 2                                                    | 2                                                    |                                                      |  |   |                                                       |                                                       |                                                       |                                                       |                                                       |  |
|  |                                                          |                                                          | 4                                                        | Inter de Tijuana                                         | 1                                                        | 0 | 1      |                                                      |                                                      |                                                      |                                                      |                                                      |  |   |                                                       |                                                       |                                                       |                                                       |                                                       |  |
|  | 4                                                        | Inter de Tijuana (p.)                                    | 4                                                        | Inter de Tijuana                                         | 1                                                        | 0 | 1      | 1                                                    | 0                                                    | 1 (3)                                                |                                                      |                                                      |  |   |                                                       |                                                       |                                                       |                                                       |                                                       |  |
|  | 4                                                        | Inter de Tijuana (p.)                                    |                                                          |                                                          |                                                          |   |        |                                                      |                                                      | 1 (3)                                                |                                                      |                                                      |  |   |                                                       |                                                       |                                                       |                                                       |                                                       |  |
|  | 5                                                        | Atlético Yucatán                                         | 1                                                        | 0                                                        | 1 (1)                                                    |   |        |                                                      |                                                      |                                                      |                                                      |                                                      |  |   |                                                       |                                                       |                                                       |                                                       |                                                       |  |
|  | 5                                                        | Atlético Yucatán                                         | 1                                                        | 0                                                        | 1 (1)                                                    |   |        |                                                      |                                                      |                                                      |                                                      |                                                      |  | 1 | Pachuca (p.)                                          | 1                                                     | 1                                                     | 2 (11)                                                |                                                       |  |
|  |                                                          |                                                          |                                                          |                                                          |                                                          |   |        |                                                      |                                                      |                                                      |                                                      |                                                      |  | 1 | Pachuca (p.)                                          | 1                                                     | 1                                                     | 2 (11)                                                |                                                       |  |
|  |                                                          |                                                          | 3                                                        | Zacatepec                                                | 2                                                        | 0 | 2 (10) |                                                      |                                                      |                                                      |                                                      |                                                      |  |   |                                                       |                                                       |                                                       |                                                       |                                                       |  |
|  | 2                                                        | Irapuato (p.)                                            | 3                                                        | Zacatepec                                                | 2                                                        | 0 | 2 (10) | 1                                                    | 3                                                    | 4 (5)                                                |                                                      |                                                      |  |   |                                                       |                                                       |                                                       |                                                       |                                                       |  |
|  | 2                                                        | Irapuato (p.)                                            |                                                          |                                                          |                                                          |   |        |                                                      |                                                      | 4 (5)                                                |                                                      |                                                      |  |   |                                                       |                                                       |                                                       |                                                       |                                                       |  |
|  | 8                                                        | Tampico Madero                                           | 2                                                        | 2                                                        | 4 (4)                                                    |   |        |                                                      |                                                      |                                                      |                                                      |                                                      |  |   |                                                       |                                                       |                                                       |                                                       |                                                       |  |
|  | 8                                                        | Tampico Madero                                           | 2                                                        | 2                                                        | 4 (4)                                                    |   | 2      | Irapuato                                             | 1                                                    | 0                                                    | 1                                                    |                                                      |  |   |                                                       |                                                       |                                                       |                                                       |                                                       |  |
|  |                                                          |                                                          |                                                          |                                                          |                                                          |   | 2      | Irapuato                                             | 1                                                    | 0                                                    | 1                                                    |                                                      |  |   |                                                       |                                                       |                                                       |                                                       |                                                       |  |
|  |                                                          |                                                          | 3                                                        | Zacatepec                                                | 3                                                        | 0 | 3      |                                                      |                                                      |                                                      |                                                      |                                                      |  |   |                                                       |                                                       |                                                       |                                                       |                                                       |  |
|  | 3                                                        | Zacatepec                                                | 3                                                        | Zacatepec                                                | 3                                                        | 0 | 3      | 2                                                    | 2                                                    | 4                                                    |                                                      |                                                      |  |   |                                                       |                                                       |                                                       |                                                       |                                                       |  |
|  | 3                                                        | Zacatepec                                                |                                                          |                                                          |                                                          |   |        |                                                      |                                                      | 4                                                    |                                                      |                                                      |  |   |                                                       |                                                       |                                                       |                                                       |                                                       |  |
|  | 6                                                        | Pioneros de Cancún                                       | 2                                                        | 0                                                        | 2                                                        |   |        |                                                      |                                                      |                                                      |                                                      |                                                      |  |   |                                                       |                                                       |                                                       |                                                       |                                                       |  |
|  | 6                                                        | Pioneros de Cancún                                       | 2                                                        | 0                                                        | 2                                                        |   |        |                                                      |                                                      |                                                      |                                                      |                                                      |  |   |                                                       |                                                       |                                                       |                                                       |                                                       |  |
|  |                                                          |                                                          |                                                          |                                                          |                                                          |   |        |                                                      |                                                      |                                                      |                                                      |                                                      |  |   |                                                       |                                                       |                                                       |                                                       |                                                       |  |

### Final
La serie final del torneo enfrentó al Club de Fútbol Pachuca contra el Zacatepec.
| 7 de junio de 1992, 16:00 | Zacatepec | 2-1 | Pachuca | Estadio Agustín Coruco Díaz, Zacatepec |  |

| 14 de junio de 1992, 12:00                                                                                    | Pachuca | 2-1 (11-10 p.p.) | Zacatepec | Estadio Revolución Mexicana, Pachuca |  |
| Pachuca campeón de la Segunda División 1991-92. Global 3-3. 11-10 en penales y asciende a la Primera División |         |                  |           |                                      |  |

|                              |
| Pachuca Campeón 2.do título. |